# Kåtholm
Kåtholm är en ö i Åland (Finland). Den ligger i Skärgårdshavet och i kommunen Vårdö i landskapet Åland, i den sydvästra delen av landet. Ön ligger omkring 27 kilometer nordöst om Mariehamn och omkring 260 kilometer väster om Helsingfors.
Öns area är 16,5 hektar och dess största längd är 0,7 kilometer i sydöst-nordvästlig riktning. Ön höjer sig omkring 25 meter över havsytan.